# Черепинська сільська рада (Овруцький район)
Черепинська сільська рада — колишня адміністративно-територіальна одиниця та орган місцевого самоврядування у Овруцькому районі Коростенської і Волинської округ, Київської й Житомирської областей Української РСР та України з адміністративним центром у с. Черепин.

## Населені пункти
Сільській раді були підпорядковані населені пункти:
- с. Черепин
- с. Заськи
- с. Коренівка
- с. Лукішки
- с. Черепинки

## Населення
Кількість населення ради станом на 1923 рік становила 1 706 осіб, кількість дворів — 338.
Відповідно до результатів перепису населення СРСР, кількість населення ради станом на 12 січня 1989 року становила 1 654 особи.
Станом на 5 грудня 2001 року, відповідно до перепису населення України, кількість мешканців сільської ради становила 1 373 особи.

## Склад ради
Рада складалася з 16 депутатів та голови.

### Керівний склад сільської ради
| ПІБ                         | Основні відомості                                                 | Дата обрання | Дата звільнення |
| --------------------------- | ----------------------------------------------------------------- | ------------ | --------------- |
| Козаченко Сергій Васильович | Сільський голова, 1980 року народження, освіта, безпартійний      | 26.03.2006   | 31.10.2010      |
| Козаченко Сергій Васильович | Сільський голова, 1980 року народження, освіта вища, безпартійний | 31.10.2010   |                 |

Примітка: таблиця складена за даними джерела

## Історія
Створена 1923 року в складі сіл Годотемль (згодом — Коренівка), Клинець, Черепин, Черепки (згодом — Черепинки) та хуторів Брилів і Клинецький Бір Покалівської волості Овруцького повіту Волинської губернії. 7 березня 1923 року включена до складу новоутвореного Овруцького району Коростенської округи. На 1 жовтня 1941 року хутори Брилів та Клинецький Бір не перебували на обліку населених пунктів.
Станом на 1 вересня 1946 року сільська рада входила до складу Овруцького району Житомирської області, на обліку в раді перебували села Клинець, Коренівка, Черепине та Черепинки.
2 вересня 1954 року, відповідно до рішення Житомирського облвиконкому № 1087 «Про перечислення населених пунктів в межах районів Житомирської області», підпорядковано села Заськи Кирданівської сільської ради та Лукішки Зарічанської сільської ради, с. Клинець передане до складу Піщаницької сільської ради Овруцького району.
На 1 січня 1972 року сільська рада входила до складу Овруцького району Житомирської області, на обліку в раді перебували села Заськи, Коренівка, Лукішки, Черепин та Черепинки.
Ліквідована 9 листопада 2017 року через об'єднання до складу Овруцької міської територіальної громади Овруцького району Житомирської області.